# Chloropoea colvillei
Chloropoea colvillei är en fjärilsart som beskrevs av Butler 1884. Chloropoea colvillei ingår i släktet Chloropoea och familjen praktfjärilar. Inga underarter finns listade i Catalogue of Life.